# شيموس فينجان
شيموس فينجان شخصية خيالية لساحر من سلسلة هاري بوتر للمؤلفة البريطانية ج.ك رولينغ شيمس ساحر خليط الدم، ابن العامي السيد فينجان والساحرة الايرلندية السيدة فينيجان. لم يعلم شيمس هذا إلا بعد أن تزوجوا وأعطاه «صدمة سيئة» عندما علم بها لأول مرة.
كان شيموس طالبًا في جريفندور في مدرسة هوجوارتس للسحر والشعوذة. كان أيضا أفضل صديق لدين توماس. شك شيموس في الأساس في إدعاء هاري بوتر بأن اللورد فولدمورت قد عاد في عام 1995 (حيث شككت والدته في ذلك). ومع ذلك، في أواخر عام 1995 انضم في نهاية المطاف إلى جيش دمبلدور. DA. كانت منظمة دراسة أسسها هاري بوتر لدراسة السحر بدلا من تعليم الوزارة تحت سيطرة دلوريس أمبريدج بقيادة هاري بوتر. انضم شيموس بعد اعتذاره لهاري.
في عام 1997 واصل سنته السابعة من التعليم في هوجورتس، على الرغم من أن المدرسة كانت تحت سيطرة فولدمورت. بقي شيموس في D.A. وقاتل بشجاعة في معركة هوجورتس. ومن غير معروف حاليا ما فعله بعد الحرب السحرية الثانية.

## سيرة الشخصية

### النشأة
بالطريقة التي أخبرها بها شيموس فينغان انه ساحرا، كان قد أمضى معظم طفولته في التفكير حول الريف على عصا المكنسة الخاصة به. "

### طفولته المحتملة
ولد شيموس للسيد والسيدة فينجان من ام ساحرة واب غير ساحر في مرحلة ما بين عام 1980. وقد ذُكر أن والد شيموس لم يكن لديه أي فكرة بأن زوجته كانت ساحرة قبل أن تتزوجه وأنها «جاءت بمثابة صدمة سيئة له عندما اكتشف» ولكن مع ذلك قبلها.
جاء شيموس من عائلة إيرلندية (كما اقترح اسمه) وكما هو موضح في كأس العالم للكويدتش الذي حضره قبل عامه الرابع بقليل. من الممكن أن شيموس من كينمير، مقاطعة كيري بسبب دعمه لفريق الكويدتش المحلي. ويمكن أيضا أن يفترض أنه هو وأمه دعم الفريق الوطني الايرلندي للكويديتش من سن مبكرة. كان لديه ابن عم أكبر منه يدعى فيرغوس، الذي كثيرا ما يبدو فقط لإزعاجه. كان شيموس لديه خطط لإزعاج فيرغوس أيضا.

### عامه الأول في هوجوارتس
وصل شيموس إلى مدرسة هوجوارتس للسحر والشعوذة في 1 سبتمبر 1991. وشمل طلاب آخرون في عامه الأول مثل هاري بوتر ورون ويزلي وهيرميون غرينجر ودراكو مالفوي. عندما سأل الأستاذة مكجونجال السنوات الأولى لتشكيل خط للذهاب إلى القاعة الكبرى، انتهى شيموس أمام هاري بوتر. عندما تم استدعاء اسم شيموس خلال مراسم الفرز، انتظر لمدة دقيقة تقريبا قبل أن تضعه قبعة التنسيق في جريفندور. بعد انضمامه إلى طاولة جريفندور، تم تقديم شيموس إلى شبح منزل جريفندور (نيكولاس دي ميمسي-بوربينجتون)، والذي غالباً ما يطلق عليه الطلاب اسم «نيك شبه مقطوع الرأس» أو «سير نيكولاس». سأل شيموس كيف يمكن أن يكون المرء «شبه مقطوع الرأس»، والذي أظهره نيك بسحب رأسه من عنقه، وهو ما أشمئز منه معظم الطلاب.
خلال درسه الأول في الجرعات في يوم الجمعة، كان شيموس شريكًا مع نيفيل لونجبوتوم لفعل جرعة الغليان. تمكن نيفيل من تذويب شيموس، وقد غمر في جرعتهم فطلب منهما سيفروس سنيب من شيموس ان يأخذ نيفيل إلى جناح المستشفى، وهو ما فعله.
عندما تعلم في جريفندور عن درسهم الأول في الطيران مع مدام (رونالدا هوتش)، تفاخر شيموس بأنه في صغره قضى معظم وقته في الطيران حول الريف.
خلال فصل السحر في صباح الهالوين، كان شيموس في شراكة مع هاري لممارسة سحر الرفع. أثناء ممارسته، تمكن شيموس من إشعال النار في ريشته بعصاه. سيكون لدى شيموس العديد من هذه التجارب.
وقبل أن يغادر هوجوورتس في عطلة عيد الميلاد، قام شيموس بإقراض هاري ورون قطع الشطرنج الخاصة به، لذا تمكن هاري من تعلم كيفية اللعب. بعد العام الجديد، عاد شيموس لفترة ولايته المقبلة. عندما وصل نيفيل إلى برج جريفندور وتمسكت ساقيه معا، كان شيموس من بين أولئك الذين اقتحموا الضحك.
قبل الوصول إلى قطار هوجورتس السريع لمغادرة المدرسة، تم إعطاء شيموس، مع بقية المدرسة، تحذيرًا بعدم استخدام السحر هذا لان قانون السحر ينص علي عدم استخدام السحر خارج المدرسة للطلاب الذين هم أقل من سن 17 سنة.

### عامه الثاني
في 1 سبتمبر، صعد شيموس إلى قطار هوجورتس السريع ليبدأ عامه الثاني في المدرسة. عندما وصل هاري بوتر ورون ويزلي إلى المدرسة عبر سيارة آرثر ويزلي الطائرة، كان شيموس أحد الطلاب الذين أعربوا عن إعجابهم بالنتيجة. في أول درس للدفاع ضد السحر الاسود في صف غيلدروي لوكهارت، والذي عرض عليهم في الصف في قفص من عوالم الكورنيش، سأل شيموس عما إذا كانوا خطرين أم لا. بدلاً من إعطاء الفصل إجابة مباشرة، أظهر لهم لوكهارت السماح لهم بالخروج؛ معظم الصف، بما في ذلك شيموس. كان شيموس من بين الطلاب الذين اندفعوا إلى الباب عندما رن الجرس ونجحوا في مهمة إعادة الجُسيمات إلى الخلف في قفصهم، تاركين هاري ورون وهيرمايوني ليعتنيوا بها.
وحضر سيموس لاحقا الاجتماع الأول (والوحيد) لنادي لوكهارت المبارزة. كان شريكًا مع رون، وفي إحدى المراحل، تعطلت عصا رون التي تضررت وطرقت شيموس إلى الأرض. ساعد رون شيموس للوقوف على قدميه، واعتذر بغزارة لشيموس. عندما تم اختيار هاري ودراكو مالفوي للمبارزة، علم شيموس وبقية الطلاب أن هاري كان يستطيع التحدث مع الثعابين.

## عامه الثالث
قبل بضعة أيام من بداية الفصل الدراسي، وصل شيموس إلى زقاق دياجون لشراء الكتب المدرسية. مع دين توماس، رأى هاري بوتر (Quality Quidditch Supplies)، حيث قاموا بزخرفة عصا المكنسة التي تم إطلاقها حديثًا.
في أول درس عرافة له مع سيبيل تريلاوني، ناقش الفصل ما إذا كانت قد شاهدت قاتمة في فنجان هاري. كان شيموس يميل رأسه من جانب إلى آخر، فعبّر عن رأيه بأن أوراق الشاي، التي كانت مائلة إلى اليمين، كانت تشبه قاتمة، ولكنها مائلة إلى اليسار، كانت تبدو أشبه بحمار. في أول درس له في الجرع، قال شيموس لهاري ورون إن سيريوس بلاك، انه مجرم هرب من أزكابان، شوهد بالقرب من المدرسة. بدا متحمسا، أخبرهم بأنّ امرأة عامية قد رصدت بلاك ودعا الخطّ الساخن الخاصّ الذي أقامته وزارة السحر.
بعد الغداء، قامشيموس بأول درس للدفاع ضد السحر الاسود مع ريموس لوبين. عندما جاء دور شيموس لمواجهة بوجارت، تحول المخلوق إلى شيطان ذو شعر أسود بطول الطابق ووجه أخضر عظمي. عندما بدأت الشيطان في الصراخ، استخدم شيموس سحر (ريدكلاوس) لإخراج صوتها. لمشاركته، حصل شيموس علي خمس نقاط لبيت جريفندور.
في حفل الهالوين، قام شيموس بزيارته الاولي الي هوغسميد مع بقية طلاب السنة الثالثة. يمكن الافتراض أنه يقضي معظم هذه الرحلة مع صديقه العزيز دين. عندما علم جريفندور أن سيريوس بلاك قد هاجم السيدة السمينة، أعيدوا جميعًا إلى القاعة الكبرى. وبمجرد وصولهم إلى القاعة، انضموا إلى المنازل الأخرى، في محاولة للحفاظ على سلامة الطلاب. مع بقية جريفندور، تفاقم شيموس من خلال اختيار السير كادوجان لحراسة ثقب اللوحة في المنزل ووصفه بأنه «مجنون». عندما اشتكى شيموس لرئيس الطلاب بيرسي ويزلي، أجاب بيرسي بأن السير كادوجان هو الشخص الوحيد الذي تطوع طوعًا للعمل، لأنه كان غير متوازن.
مع معظم المدرسة، ذهب شيموس المنزل لقضاء عطلة عيد الميلاد. عندما عاد كان معجبًا بأن هاري قد تلقى (Firebolt) لعيد الميلاد. عندما ذهب هاري إلى وجبة الإفطار صباح أول مباراة له في كويدتش، كان شيموس بمثابة «حارس الشرف» لحماية المكنسة.
عندما استقال الأستاذ لوبين في نهاية العام، بعد ان كشفه سنيب بأنة مستذئب، كان شيموس من بين الطلاب الذين كانوا يؤسفون لرؤيته يذهب، بجانب طلاب جريفندور الآخرين.

## سنته الرابعة
خلال صيف عام 1994، حضر سيموس ووالدته، ومع دين توماس، وكويدتش كأس العالم بين بلغاريا وايرلندا. كونهم أيرلنديين، من الواضح أن هذا الزوج دعم هذا الأخير. تم تغطية خيمتهم مع النفل. عندما واجه شيموس هاري، ورون، وهيرميون، أكدوا له أنهم سوف يدعمون أيرلندا أيضًا. من المفترض أن سيموس سعيد عندما فاز الفريق الوطني الايرلندي للكويدتش.
مع بداية الفصل، كان شيموس لا يزال يرتدي سترة أيرلندا. ما زالت تستدعي أسماء اللاعبين الايرلنديين، ولو بشكل ضعيف ومنهك. في عيد الترحيب، علم شيموس أن بطولة السحرة الثلاثية ستعقد في هوجوورتس في ذلك العام. لم يكن أول يوم للدروس بالنسبة لشيمس جيداً. في فصله الأول، علم الأعشاب، كان مطلوبًا منه جمع قيعان البوتوبور من أجل البروفيسور سبروت. في فصله الدراسي التالي، رعاية المخلوقات السحرية، كان مطلوبًا منه المساعدة في العناية بالفنانين المنتميين إلى عائلة هاجريد التي ولدت حديثًا.
عندما جاء اسم هاري بشكل غامض في كأس النار، كان شيموس من بين الطلاب الذين اعتقدوا أن هاري قد خدع كأس النار ليسمح له بالمنافسة. في يوم الكريسماس، حضر سيموس كرة عيد الميلاد مع لافندر براون.

## سنته الخامسة
في أول ليلة له في المدرسة، دخل شيموس في مشادة مع هاري بوتر حول ادعاء الأخير بعودة اللورد فولدمورت. عندما قرأ صحيفة المتنبئ اليوم، فيما صدقت والدة شيموس ما تقوله الصحف حول هاري بوتر والباس دمبلدور، وكانوا مترددين للغاية في السماح لشيموس بالعودة إلى المدرسة. عندما طلب شيموس من هاري ما حدث في تلك الليلة، قام هاري بدعوة لقرأء الصحيفة مث امه الغبية . عندما وصل رون ويزلي لكسر الجدل، ظن شيموس أنه بالنسبة للاعتقاد بهاري، كان رون مجنونًا كما كان هاري.
بعد مقابلة هاري مع ريتا سكيتر، اعتذر شيموس عن سلوكه وانه يرغب في الانضمام الي جيش دمبلدور. أخبر هاري أنه يعتقد الآن أن فولدمورت قد عاد وأرسل نسخة من مقابلة هاري إلى والدته. كان شيموس وهاري صديقين قريباً مرة أخرى.
عندما عاد الطلاب إلى المدرسة بعد عطلة عيد الميلاد، قام دين توماس بدعوة شيموس لحضور اجتماعه الأول لجيش دمبلدور. كان شيموس سعيدًا عندما استطاع أن يستحضر باتروناس كاملا. لكنه اختفى بعد لحظات قليلة، لكنه كان «شيء مشعر». عندما وصل دوبي إلى الحجرة لتحذير المجموعة حول وصول دولوريس أمبريدج، تمكن شيموس من الفرار مع معظم الآخرين.

## سنته السادسة
في خريف عام 1996، حاول شيموس الدخول الي فريق جريفندور للكويدتش باعتباره المطارد. عندما تم إرسال كاتي بيل الي مستشفى سانت مونغو للأمراض والإصابات السحرية بعد لمسها عقد ملعون، كان شيموس من بين الطلاب الذين رفضوا اختيار هاري لدين توماس كبديل لها. كان هاري في البداية ضده، لأنه كان يعلم أن شيموس لن يعجبها الامر. ومع ذلك، شعر هاري أن هذا هو الاختيار الصحيح، لأن دين قام بهزيمة شيموس خلال المحاولة.
عندما كان في سنته السادسة عن دروس الظهور في ربيع عام 1997، كان شيموس من بين مجموعة من الطلاب الذين تأثروا بأن هاري بوتر قد سبق له تجربة ذلك من خلال الظهور الجانبي مع ألباس دمبلدور.
لم يكن شيموس أحد أعضاء جيش دمبلدور الذي أجاب على الدعوة إلى التسلح عندما تم غزو هوجوارتس من قبل آكلة الموتى، لأنه لم يحتفظ بعملة نقود DA على نفسه في جميع الأوقات. بعد مقتل دمبلدور على يد سنيب، رفض شيموس العودة إلى ما بعد الجنازة التي ترغب في دفع احترامه وتوديعه لمدير مدرسته السابق، على الرغم من أن والدته أصرت على أن يعود للمنزل حالا.

## سنته السابعة وحرب هوجوارتس الثانية
بينما ذهب هاري، رون، وهيرميون بحثًا عن هوركروكس الخاصة بفولدمورت، عاد شيموس إلى هوجورتس التي كان يسيطر عليها آكلة الموت في سنته السابعة. لقد غاب كثيراً عن صديقه الحميم دين توماس، الذي أُجبر على الذهاب هارباً بسبب وضعه المولود. كان شيموس جزءًا من جيش دمبلدور المستعاد، الذي انتهى به المطاف إلى البقاء في غرفة الشرط للهروب من اكلة الموت. كانت السنة الدراسية صعبة بشكل لا يصدق على جيش دمبلدور. بدأ هو وكثير غيره في إظهار تكلفة الوقوف في وجه النظام الجديد في هوجورتس: كان وجه شيموس يعاني من كدمات شديدة عندما عاد هاري إلى المدرسة في مايو من عام 1998، ولم يكن من الممكن التعرف على شيموس حتى عندما تحدث.
عندما هاجم جيش فولدمورت القلعة، كان شيموس من بين العديد من أولئك الذين بقوا للقتال. وقد اتهم بتفجير الجسر الخشبي. خلال معركة هوجوارتس، أنقذ شيموس ولونا لوفجود وإيرني ماكميلان هاري ورون وهيرميون من المئات من المغامرين من خلال إلقائه لباترونوس لإبقائهم، قبل أن يقوم هاري بإبعادهم. كان البتروناس الخاصة به في شكل ثعلب. وشوهد أيضا سيموس، ولين، وكاتي بيل، وآخرين في طريق المعركة من قبل ابرفورث دمبلدور في وقت ما خلال المراحل الاولي للمعركة.
كان شيموس من بين الطلاب الذين شاهدوا هاجريد وهم يحملون جثة هاري «الميتة» مرة أخرى إلى أرض المدرسة، عندما صرخ نيفيل «جيش دمبلدور»، كان شيموس من بين أولئك الذين تجمعوا مع هتافات، الأمر الذي أثار فولدمورت. بعد ذلك، عندما بدأت المرحلة الثانية من القتال ، ودخل اللورد فولدمورت نفسه ، أنقذ هاري حياة شيموس وهانا أبوت عندما أرسل فولدمورت لعنته القاتلة. وشهد شيموس أيضا هزيمة هاري بوتر الأخيرة للورد فولدمورت ونهاية الحرب السحرية الثانية.

## حياته ما بعد الحرب
ونجا من الحرب السحرية الثانية وشوهد وهو يجلس مع دين توماس وأبرفورث دمبلدور بمجرد انتهاء المعركة. وغير معروف ما حدث له بعد الحرب. يمكن الافتراض أنه حضر عام 2014 لم شمل جيش دمبلدور.

## وصلات خارجية
- هاري بوتر : حقائق سريعة من معجم هاري بوتر